# Тега (шабля)
Тега (перс. tegha)  — індійська шабля з широким клинком. Використовувалась у XVI—XIX століттях. За своєю формою тега дуже схожа на турецьку шаблю пала та її іранський аналог — гаддаре.

## Опис
Тега дуже схожа на шаблю типа тальвар, але має значно ширший клинок, інколи дуже широкий. Також, клинок теги сильніше вигнутий, на кшталт клинка шамшира. Тега мала ефес індо-мусульманського типа, ефес-пулюар або ефес-кошик. Піхви дерев'яні, обтягнуті оксамитом або шкірою, зазвичай з металевим устям та наконечником.

## Галерея зображень

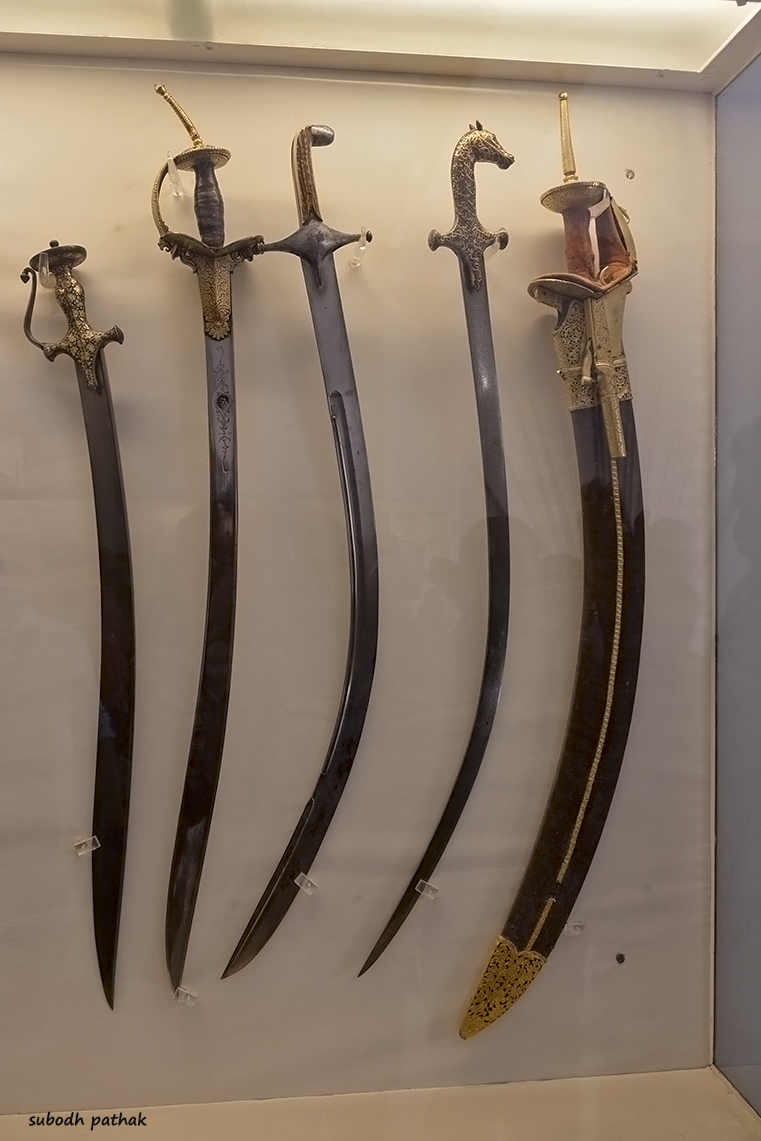
Тега з ефесом-кошиком, скомбінована з пістолетом (праворуч). Музей форту Мехрангарх.
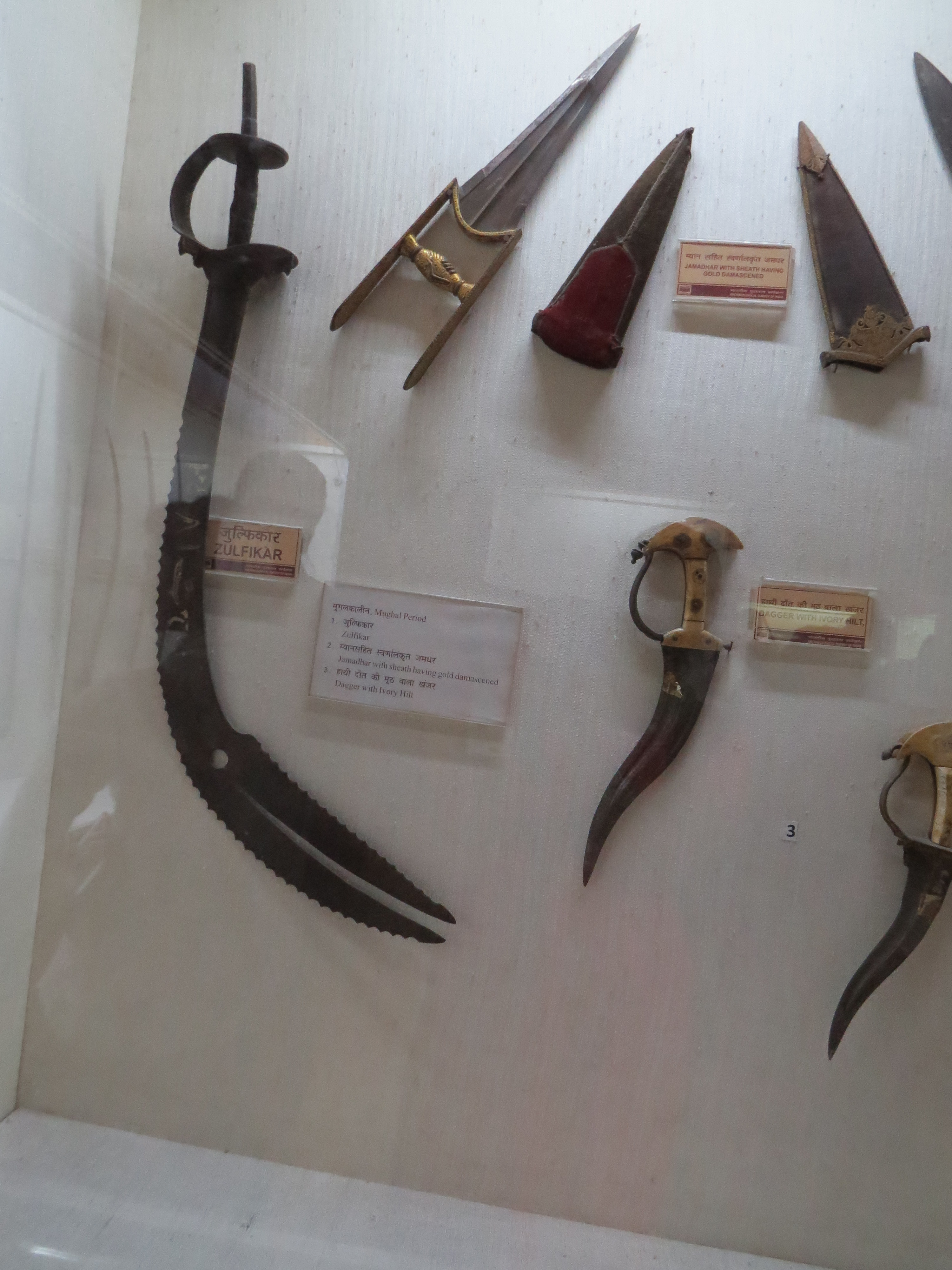
Тега з клинком зульфікар та ефесом-кошиком. Музей Червоного форту, Делі.
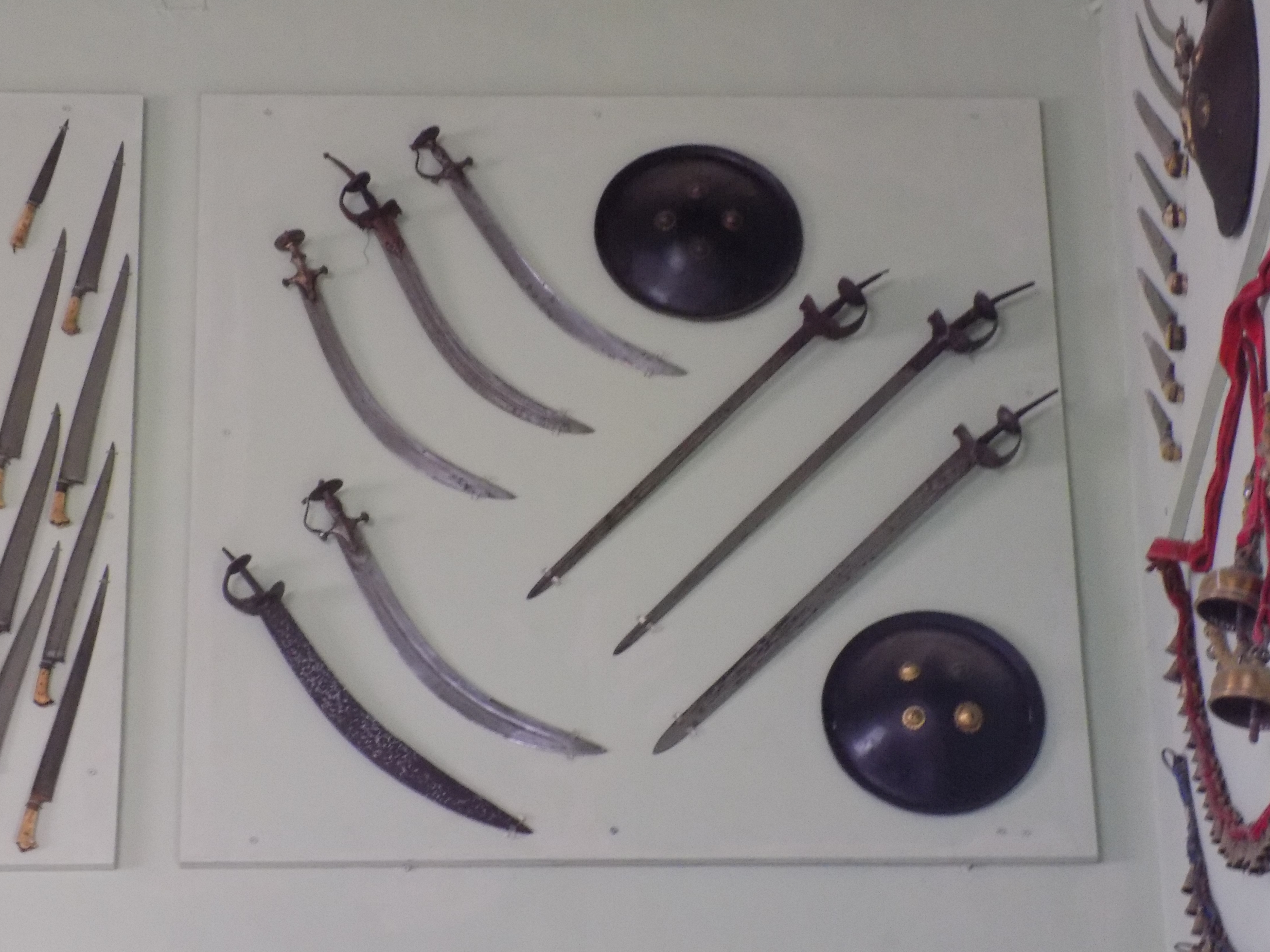
Підбірка тега з індо-мусульманським ефесом та ефесом-кошиком. Палац Чоумхалла.